# MacLeon Paulin
MacLeon Paulin (7 de septiembre de 1984) es un deportista mauriciano que compitió en judo. Ganó dos medallas en el Campeonato Africano de Judo en los años 2008 y 2009.

## Palmarés internacional
| Campeonato Africano | Campeonato Africano     | Campeonato Africano | Campeonato Africano |
| Año                 | Lugar                   | Medalla             | Categoría           |
| ------------------- | ----------------------- | ------------------- | ------------------- |
| 2008                | Agadir (Marruecos)      | Medalla de bronce   | –73 kg              |
| 2009                | Puerto Louis (Mauricio) | Medalla de plata    | –73 kg              |